# Islote Chancel
La Isla Chancel o Islote Chancel (en francés: Îlet Chancel) es el nombre que recibe uno de los islotes de la bahía de Robert , que abarca hasta 9 Islotes incluyendo a Chancel (2 km 805 m ) que es el más grande de los islotes de Martinica una dependencia de Francia en el Mar Caribe.
Anteriormente îlet de Monsieur, también denominado îlet Ramville cambió su nombre por la adquisición hecha por Dubuc RamVille , que ahora tiene el nombre islote Chancel desde su adquisición en 1891 por el M. Lagrange-Chancel. Ahora es propiedad de M.Bally .
El islote Chancel posee un antiguo edificio de una azucarera y cerámica destruido durante los huracanes.
Pero es sobre todo por la presencia de una de las últimas colonias de las iguanas del Caribe ( Iguana delicatissima ), generalmente femenino y masculino gris , lo que hace que sea especialmente interesante. En 2006 había aproximadamente 600 integrantes de esta especie.